# 95e escadre de missiles stratégiques
La 95e escadre de missiles stratégiques est une ancienne unité des forces aériennes stratégiques de l'Armée de l'air française.
Sa mission était la mise en œuvre des missiles nucléaires stratégiques S3 du plateau d'Albion.

## Historique
La Brigade de Missiles Stratégiques 05.200 (BMS) crée en mai 1968 et prend en charge les 18 silos à missiles et les armes du plateau d'Albion; Elle devient la 95e escadre de missiles stratégiques (EMS) en juin 1985 et restera en opération jusqu'à la fin du démantèlement du site en 1998.

## Escadrons
- 1er groupement de missiles stratégiques
  - Escadron de missiles stratégiques 1/95 Lubéron
- Dépôt Atelier Munitions Spéciales 11/95
- GERMAS 15/95

## Bases
- Base aérienne 200 Apt-Saint-Christol

## Appareils
- Missiles nucléaires stratégiques SSBS S3